# Kluyvera cryocrescens
Espèce
Kluyvera cryocrescens est une des espèces du genre bactérien Kluyvera. C'est un bacille à gram négatif de la famille des Enterobacteriaceae qui peut être un pathogène opportuniste pour l'homme.

## Description
Kluyvera cryocrescens est une bactérie anaérobie facultative à Gram négatif et mobiles avec des flagelles péritriches,. Elle est catalase positive et oxydase negative. Elle peut croître sur milieu de MacConkey. Contrairement à l'espèce K. ascorbata, elle est capable de fermenter le glucose à 5 °C et est négative au test ascorbate.

## Habitat
Kluyvera cryocresnces est présente naturellement dans l'eau, le sol et les eaux usées,. Des souches de cette espèce ont aussi été retrouvées dans de nombreux échantillons cliniques, surtout dans le tractus respiratoire supérieur et dans les crachats. Les bactéries de ce genre  peuvent provoquer des infections opportunistes chez les patients immunodéprimés.

## Taxonomie

### Étymologie
L'étymologie de cette espèce bactérienne est la suivante : pour le nom de genre Kluy’ver.a. N.L. fem. n. Kluyvera nommées ainsi  par Asai et al. (1956) pour honorer le microbiologiste hollandais Albert J. Kluyver et pour l'épithète de l'espèce cry.o.cre.scens. Gr. neut. n. kryos, froid glacé; L. pres. part. crescens, croissant; N.L. part. adj. cryocrescens, croissant dans la froid, pour faire référence au fait que les cultures croissent à 4-5 °C.

### Historique
Les Kluyvera cryocrescens font partie du genre Kluyvera lui-même faisant partie de la famille des Enterobacteriaceae.